# Balembar
Balembar, également connu comme Bilanbar, est un village du département et la commune urbaine de Dano, situé dans la province de l’Ioba et la région du Sud-Ouest au Burkina Faso.

## Géographie

### Démographie
- En 2006, le village comptait 5 511 habitants recensés, dont 51,3 % de femmes[1].